# Alba Solís
Pour les articles homonymes, voir Solis.
Alba Solís, nom de scène d'Ángela Herminia Lamberti (née le 18 octobre 1927 à Buenos Aires, morte le 3 février 2016 dans la même ville) est une chanteuse et actrice argentine.

## Biographie
Fille d'immigrés italiens, son père s'appelle Oreste Juan Guillermo Lamberti et sa mère, Herminia Trapanese. Solís naît dans le quartier de Floresta, la famille déménage dans le quartier de Constitución et, plus tard, retourne à Floresta. Conseillée par son cousin, à seulement quatre ans, elle fait ses débuts dans le célèbre Marilyn Gang, où elle interprète des thèmes musicaux et participe à une pièce de théâtre radiophonique. Plus tard, elle joue en matinée et plus âgée, avec Atiliano Ortega Sáenz et Mario Amaya.
Elle étudie auprès de la chanteuse d'opéra italienne María Naftri, avec qui Solís développe les caractéristiques de son tempérament et les secrets de l'art scénique qu'elle incorpore dans ses interprétations. Elle chante sur Radio Mitre en 1945 et, après avoir participé au concours À la recherche de la voix du tango organisé par Radio Splendid, se classant deuxième avec le soutien de Nelly Omar, elle signe un contrat de quatre ans avec cette station. Le timbre de sa voix et la grande sensibilité dramatique qu'elle impose à son chant en font rapidement une vedette.
Elle continue sa carrière au théâtre Comedia aux côtés d'Alicia Márquez et Nélida Roca. Dans les théâtres les plus importants, elle brille en dansant et en chantant aux côtés de Tito Lusiardo, avec qui elle forme un duo à succès. Elle fait partie de la distribution de Tangolandia et Blum, le grand succès théâtral d'Enrique Santos Discépolo, avec qui elle est une amie proche. En 1951, Homero Manzi, déjà très malade et se détériorant, compose le tango Discepolín avec Aníbal Troilo, une chanson qu'Enrique entend pour la première fois au cabaret El Colonial, interprétée par Alba Solís, peu de temps avant sa mort. Elle fait une carrière au cinéma, mais sentant que ce n'est pas son truc[Quoi ?], elle privilégie les planches.
Avec Mariano Mores, Los Mac Ke Mac's, Ubaldo Martínez et les danseurs Mayoral et María Elena, elle joue dans la comédie musicale Buenos Aires canta al mundo. Lorsque Francini et Pontier réorganisent leur orchestre en 1973 pour collaborer principalement au Japon, ils lui confient la responsabilité d'être la chanteuse de l'ensemble. Cette même année, avec Roberto Goyeneche, Horacio Deval, Jorge Sobral et les bandonéons de Baffa-Berlingieri et Osvaldo Piro, elle est la protagoniste du Festival de Tango en el Mar, à Porto Alegre, au Brésil.
Un an plus tard, au retour d'un spectacle dans la ville de Rosario, elle subit un grave accident de voiture, dont elle réussit à se remettre après avoir exigé des travaux de réhabilitation. Pendant longtemps, elle est la figure principale du spectacle à succès Tango Argentino, qui lui permet de voyager dans de nombreux pays.
Au cours des dernières décennies, elle continue avec des présentations spéciales et est professeur de vocalisation. De 2002 à 2007, elle revient au spectacle de manière permanente avec le spectacle Tanguera, au Théâtre El Nacional avec María Nieves. En 2002, elle reçoit le prix Arevidas en el Tango pour sa carrière. En 2005 à l'Ateneo Porteño de Tango, elle participé à un hommage à Carlos Gardel commémorant le 70e anniversaire de sa mort, et en 2007 au musicien vétéran Mariano Mores au même endroit, le Teatro Maipo.
Elle fut mariée à l'homme d'affaires, journaliste et acteur René Jolivet.
Elle meurt de causes naturelles à Buenos Aires le mercredi 3 février 2016 à l'âge de 88 ans. Son corps reste à la morgue pendant un mois sans que personne le réclame. Après plusieurs procédures, le fils de Hugo del Carril reçoit un tutorat pour se charger de l'enterrer.

## Filmographie
- 1951 : Escándalo nocturno
- 1951 : De turno con la muerte
- 1954 : Tres citas con el destino
- 1956 : Estrellas de Buenos Aires
- 1960 : Luna Park
- 1967 : La cigarra está que arde
- 1968 : Carne

## Source de la traduction
- (es) Cet article est partiellement ou en totalité issu de l’article de Wikipédia en espagnol intitulé « Alba Solís » (voir la liste des auteurs).